# YKL-40
YKL-40 — хрящевой гликопротеин.
Сегодня известно, что много различных типов раковых клеток экспрессируют YKL-40, например, клетки рака груди, толстой кишки, лёгких, почек, поджелудочной железы, яичников, простаты, клетки маточной карциномы, остеосаркомы, олигодендроглиомы, глиобластомы и опухоли эмбриональных клеток. Анализ генома, проведённый при помощи метода микрочипов, идентифицировал ген YKL-40 как один из наиболее высоко экспрессированных генов в глиомах высокой степени злокачественности, в папиллярной карциноме щитовидной железы, и во внеклеточной миксоидной хондросаркоме.